# هرمية كثيرة الحدود
في نظرية التعقيد القسم PH هو قسم كل اللغات في هرم متعدد الحدود (Polynomial hierarchy)، وهذا القسم يشمل جزء لا بأس به من الاقسام المعروفة مثل: NP ,co-NP ... وله عدة تعريفات متكافئة.

## تعريف
1. نعرف الاقسام التالية:

- {\displaystyle \Sigma _{1}={\mbox{NP}}}

- وبطريقة البناء عن طريق الاستقراء نعرف: {\displaystyle \Sigma _{i}={\mbox{NP}}^{\Sigma _{i-1}}}

في حين أنَّ:{\displaystyle {\mbox{NP}}^{C}} هي مجموعة اللغات التي يمكن تقريرها بواسطة آلة تيورنج كثيرة الحدود غير قطعية مع امكانية الدخول إلى اوراكل من القسم C .
حينها: {\displaystyle {\mbox{PH}}=\cup _{i=0}^{\infty }\Sigma _{i}}
2. نعرف القسم {\displaystyle \Sigma _{i}} بشكل اخر:{\displaystyle {\mbox{L}}\in \Sigma _{i}} إذا يوجد علاقة محدودة بكثير حدود وقابلة للتمييز بوقت كثير الحدود مع i+1 متغيرات حيث أنَّ: {\displaystyle x\in L\iff \exists y_{1}\forall y_{2}\cdots Q_{i}y_{i}(x,y_{1},y_{2},\cdots ,y_{i})\in R_{L}} في حين أنَّ
{\displaystyle Q_{i}={\begin{cases}\forall ,&{\mbox{if }}i{\mbox{ is even}}\\\exists ,&{\mbox{if }}i{\mbox{ is odd}}\end{cases}}}
يمكن ان نبين أنَّ التعريفان متكافئان وذلك بواسطة الاستقراء لكل i .
على غرار co-NP , P يمكن تعريف اقسام مشابهة وهي:
- {\displaystyle \Delta _{1}={\mbox{P}}}
- {\displaystyle \Delta _{i}={\mbox{P}}^{\Delta _{i-1}}}
- {\displaystyle \Pi _{1}={\mbox{co-NP}}}
- {\displaystyle \Pi _{i}={\mbox{co-NP}}^{\Pi _{i-1}}}

ويمكن تعريف PH بواسطة {\displaystyle \Delta _{i}} أو بواسطة {\displaystyle \Pi _{i}} وذلك لانَّ:
- {\displaystyle \Pi _{i}\subseteq \Sigma _{i+1}}
- {\displaystyle \Sigma _{i}\subseteq \Pi _{i+1}}
- {\displaystyle \Sigma _{i}\cup \Pi _{i}\subseteq \Delta _{i}\subseteq \Sigma _{i+1}\cap \Pi _{i+1}}

## انهيار PH
نقول أنَّ PH انهارت إذا تحقق التالي:
يوجد k بحيث أنَّ {\displaystyle \Sigma _{k}=\Sigma _{k+1}}
حيث أنه إذا وجد k كهذا حينها: {\displaystyle \Sigma _{k}={\mbox{PH}}} واغلب علماء الحاسوب والرياضيات يقولون بعدم انهيار الهرم كثير الحدود، ومع هذا فإنه غير معلوم إذا ما PH مُنهار أو لا !

## علاقات مع اقسام أخرى
- يمكن بسهولة تبيين أنَّ {\displaystyle {\mbox{PH}}\subseteq {\mbox{PSPACE}}} . وذلك لاننا يمكننا تجربة كل الامكانيات كما في تعريف PH ونستخدم مساحة اضافية متعددة الحدود.
- إذا {\displaystyle {\mbox{NP}}={\mbox{coNP}}} حينها {\displaystyle {\mbox{PH=NP}}}
- لكل i إذا {\displaystyle \Sigma _{i}=\Pi _{i}} حينها {\displaystyle {\mbox{PH}}=\Sigma _{i}}
- مبرهنة سبسر ولوتومان: {\displaystyle {\mbox{BPP}}\subseteq {\mbox{PH}}}
- إذا {\displaystyle {\mbox{NP}}\subseteq {\mbox{P/Poly}}} حينها: {\displaystyle \Sigma _{2}=\Pi _{2}} أي انه {\displaystyle {\mbox{PH}}=\Sigma _{2}} .
- مبرهنة كانان: لكل k، {\displaystyle \Sigma _{2}} لا يتبع القسم: (Size(nk
- مبرهنة تودا: {\displaystyle {\mbox{PH}}\subseteq P^{\#P}}

## مسائل كاملة في Σi
لكل Σi يمكن تعريف المسألة التالية: ΣiSAT :
المعطى: صيغة {\displaystyle \varphi ({\mbox{x,y}})} والتي هي بشكل SAT

المخرج: هل صحيح أنَّ: {\displaystyle \exists x\forall y_{1}\exists y_{2}\cdots Q_{i}y_{i}\varphi ({\mbox{x}},{\mbox{y}}_{1},\cdots ,{\mbox{y}}_{i})} حيث أنَّ: 
{\displaystyle Q_{i}={\begin{cases}\forall ,&{\mbox{if }}i{\mbox{ is even}}\\\exists ,&{\mbox{if }}i{\mbox{ is odd}}\end{cases}}}
هذه المسألة كاملة ل-{\displaystyle \Sigma _{i}} . يمكن ايجاد مسائل أخرى كاملة  في الهامش.

## مسائل كاملة في PH
لنفرض أن المسألة L هي كاملة في PH ، حينها يوجد k بحيث أنَّ {\displaystyle {\mbox{L}}\in \Sigma _{k}} وبما أن هذه المسألة كاملة كل مسألة في PH يمكن اختزالها لهذه المسألة أي L ومن ضمن هذه المسائل نأخذ المسائل التي تتبع {\displaystyle \Sigma _{k+1}} حينها كل مسألة كهذه تتبع أيضا {\displaystyle \Sigma _{k}} وهذا يعني أنَّ {\displaystyle \Sigma _{k+1}\subseteq \Sigma _{k}} وهذا يعني أنَّ {\displaystyle PH=\Sigma _{k}} وهذا يعني أنَّ الهرم كثير الحدود ينهار ! لذا لا يمكن أن يكون هنالك مسائل كاملة الا إذا انهار PH . وهذا يعطي دليلا أنَّ PH و-PSPACE لا يمكن ان يكونا متساويتيين!

## هامش
1. ↑  phcom.dvi نسخة محفوظة 12 يوليو 2017 على موقع واي باك مشين.